# 上海公共租界杨树浦捕房
杨树浦捕房又名格兰路捕房，是上海公共租界巡捕房下设的14个分区捕房之一，1891年设立，位于今上海市杨浦区隆昌路与平凉路转角处。

## 历史
1891年，上海公共租界工部局在东区的平凉路与格兰路(今隆昌路)转角处，设立杨树浦捕房。1943年汪精卫政权接收租界，杨树浦捕房结束。后为杨浦公安分局使用。

## 建筑
2015年，杨树浦捕房的两幢建筑物均被列为上海市第五批优秀历史建筑。其中隆昌路362号现为隆昌公寓，系公安局职工宿舍，约有250户居民。平凉路2049号，现为上海市公安局杨浦分局、上海市国家安全局杨浦分局。